# Hyundai Accent
Hyundai Accent je automobil patřící do třídy malých automobilů, který od roku 1994 vyrábí jihokorejská automobilka Hyundai. Jeho předchůdcem byl Hyundai Excel. 

V roce 2000 byl model Accent v Jižní Koreji nahrazen modelem Hyundai Verna, avšak na většině mezinárodních trhů, včetně většiny Evropy a USA, zůstal zachován název „Accent“. Název „Accent“ je zkratkou anglického „Advanced Compact Car of Epoch-making New Technology“. Na českém trhu není vůz prodáván od roku 2010, kdy začala být vyráběna jeho čtvrtá generace a za jeho nástupce na tomto trhu lze považovat Hyundai i20.

## První generace (X3, 1994)
Hyundai Accent první generace byl představen jako náhrada modelu Excel v roce 1994 pro modelový rok 1995. Na některých trzích, například v Nizozemsku, Belgii a Austrálii, se nadále jmenoval Hyundai Excel a ve Francii se jmenoval Hyundai Pony. Ve Venezuele se vůz prodával jako Dodge Brisa, v Indonésii se před faceliftem jmenoval Bimantara Cakra (po faceliftu Excel) a v Číně se jmenoval Kia Qianlima.

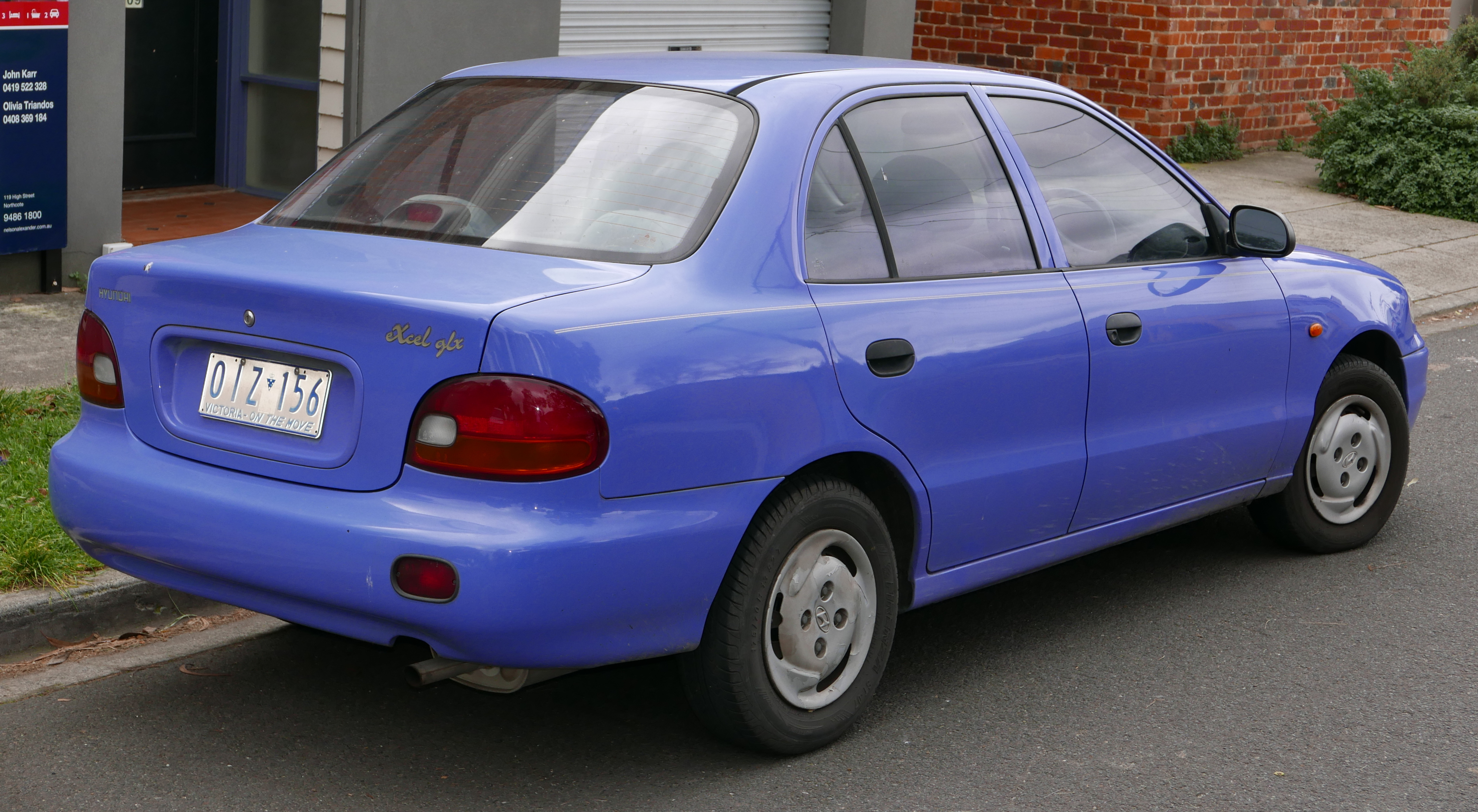
Hyundai Accent (sedan, před faceliftem, 1996)

Na evropském trhu byl vůz k dispozici ve třech karosářských variantách: čtyřdveřový sedan, pětidveřový liftback a třídveřový liftback. Na výběr bylo ze tří zážehových motorů: 1,3litrový o výkonu 85 koní, 1,5litrový o výkonu 92 koní a 1,5litrový o výkonu 105 koní. Dieselová varianta nebyla u první generace k dispozici. Ačkoli byl Accent levný na pořízení i pojištění, jeho motory byly poměrně žíznivé; 1,5litrový motor měl podle sbíraných údajů průměrnou spotřebu 8,6 litrů na 100 km.

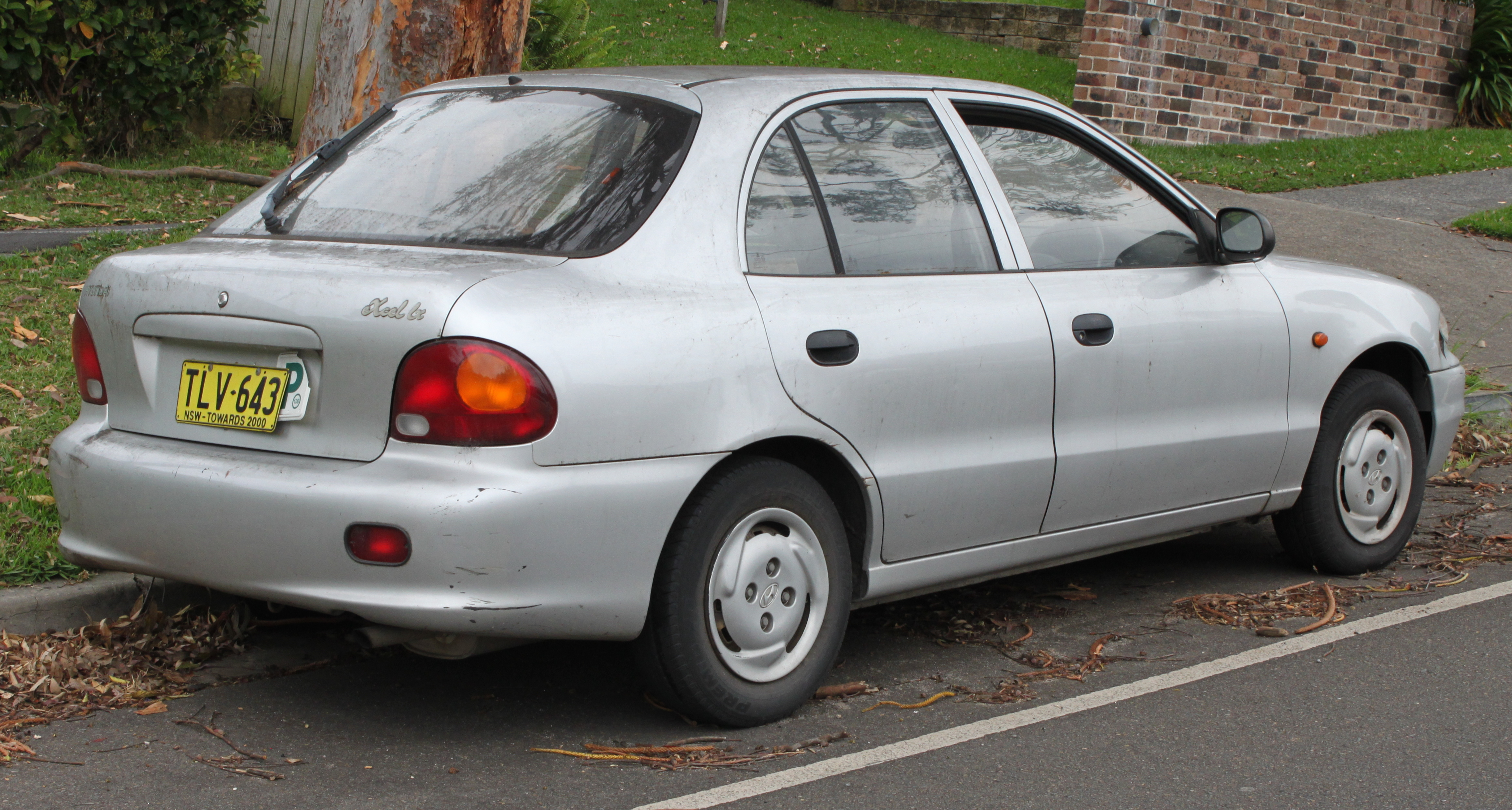
Hyundai Accent (pětidveřový liftback, před faceliftem, 1995)

Accent první generace prošel v roce 1998 nárazovým testem Euro NCAP a získal pouhé dvě hvězdičky z pěti a bylo zjištěno, že při bočním nárazu hrozí nepřijatelně vysoké riziko poranění hrudníku, v důsledku čehož by vůz v roce 1999 nesplnil minimální zákonné požadavky a nemohl by se prodávat (v tomto roce byl však nahrazen druhou generací). Nicméně i přes špatné výsledky ve crash testu švédská pojišťovna Folksam hodnotí Accent první generace jako jeden z nejbezpečnějších vozů ve své třídě.

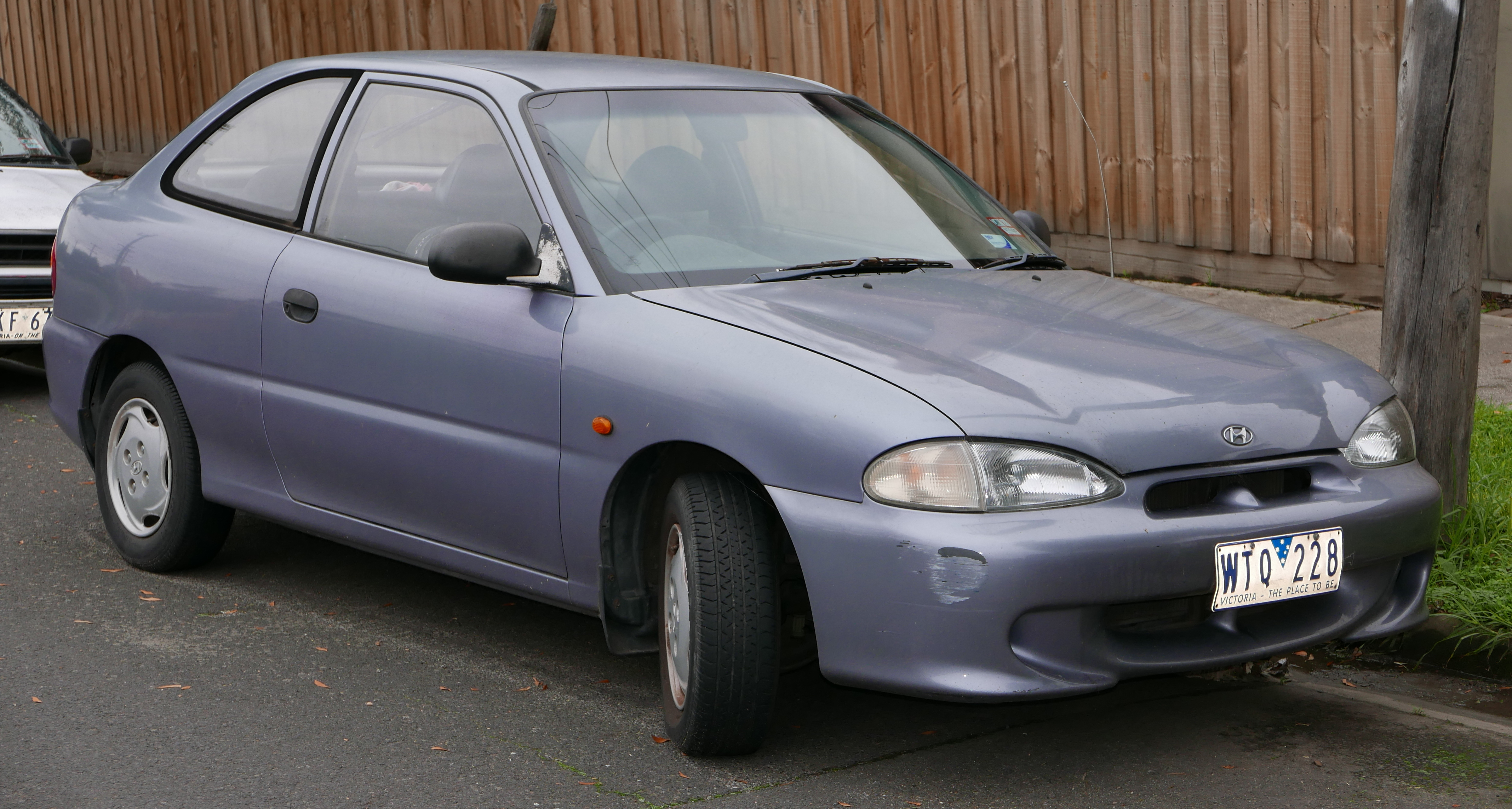
Hyundai Accent (třídveřový liftback, před faceliftem, 1996)

Ve Spojených státech se vůz prodával pouze ve třídveřové a čtyřdveřové variantě. V Austrálii byla první generace Accentu tak oblíbená (díky své spolehlivosti a nízké ceně), že se v letech 1996 a 1998 vůz stal třetím nejprodávanějším v zemi. V letech 1994 až 2000 se v Austrálii prodalo přibližně 200 000 vozů Accent první generace, což z něj činí nejúspěšnější importovaný vůz v historii země.
V roce 1998 plánoval Hyundai spolupracovat s rumunským výrobcem automobilů Dacia, který měl vyráběl model Accent v Rumunsku v závodě Dacia v Mioveni. Dohoda ovšem ztroskotala, když byla společnost Dacia odkoupena Renaultem.

### Facelift
V dubnu 1997 přišel facelift s převážně drobnými změnami. Motor o objemu 1,5 litru s výkonem 92 koní byl modernizován na verzi jenž měla dvě vačkové hřídele a výkon 99 koní. Ve Spojených státech motor prošel podobnou obměnou a vozy s ním byly označovány Accent GT. Dosahoval ještě vyššího výkonu 105 koní. Všechy vozy Accent s tímto motorem nesly označení „Twin Cam“.

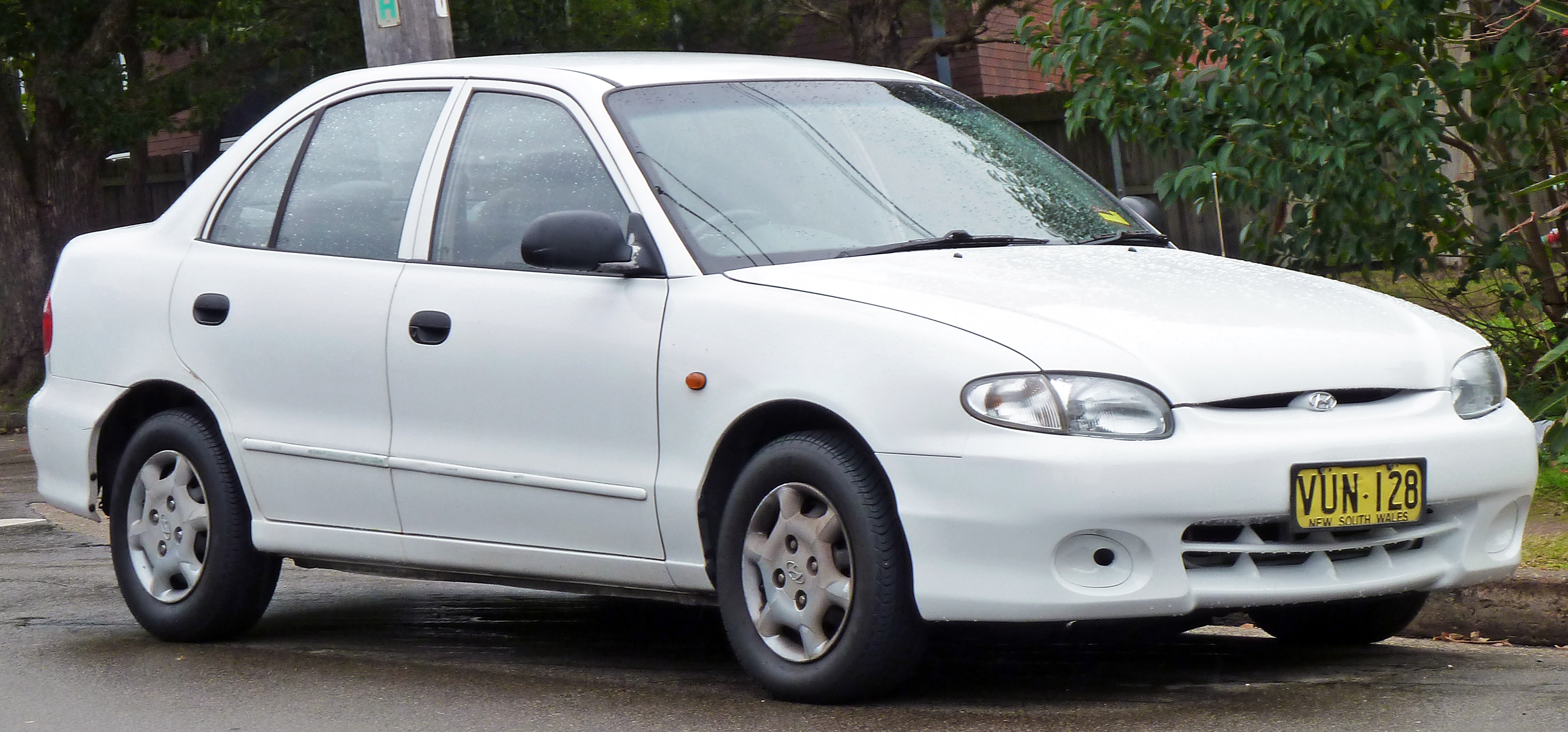
Hyundai Accent (sedan, facelift, 1999)
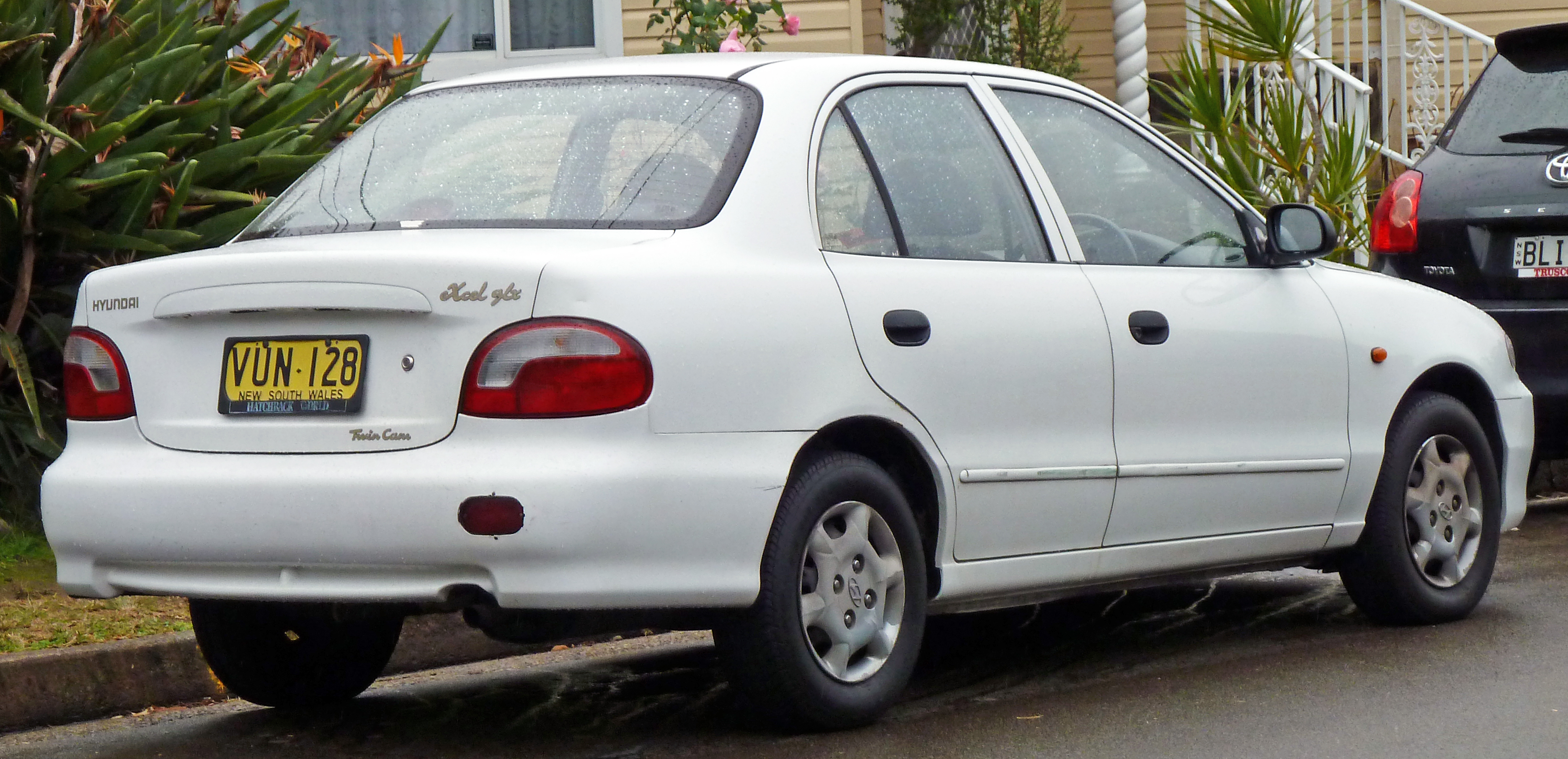
Hyundai Accent (sedan, facelift, 1999)
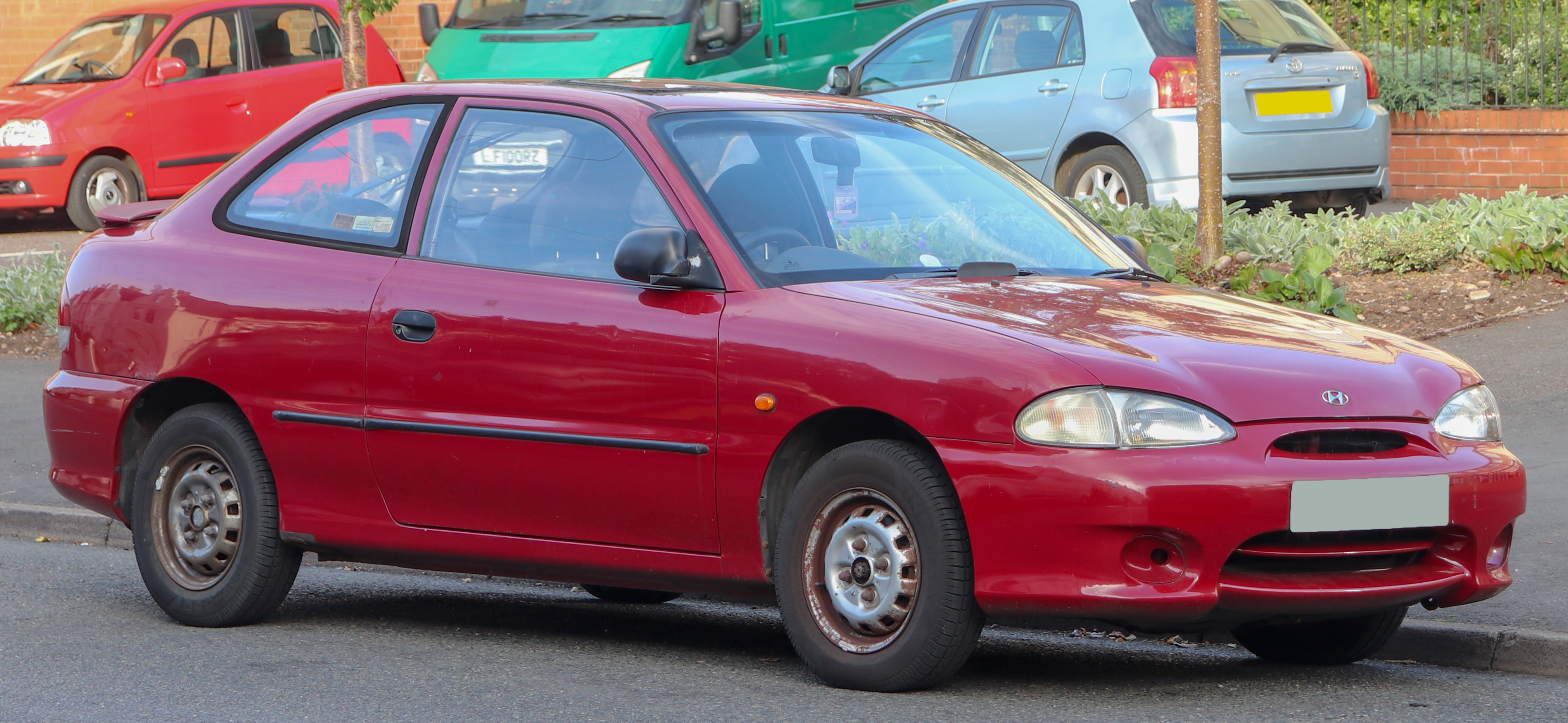
Hyundai Accent (třídveřový liftback, facelift, 1997)

## Druhá generace (LC, 1999)

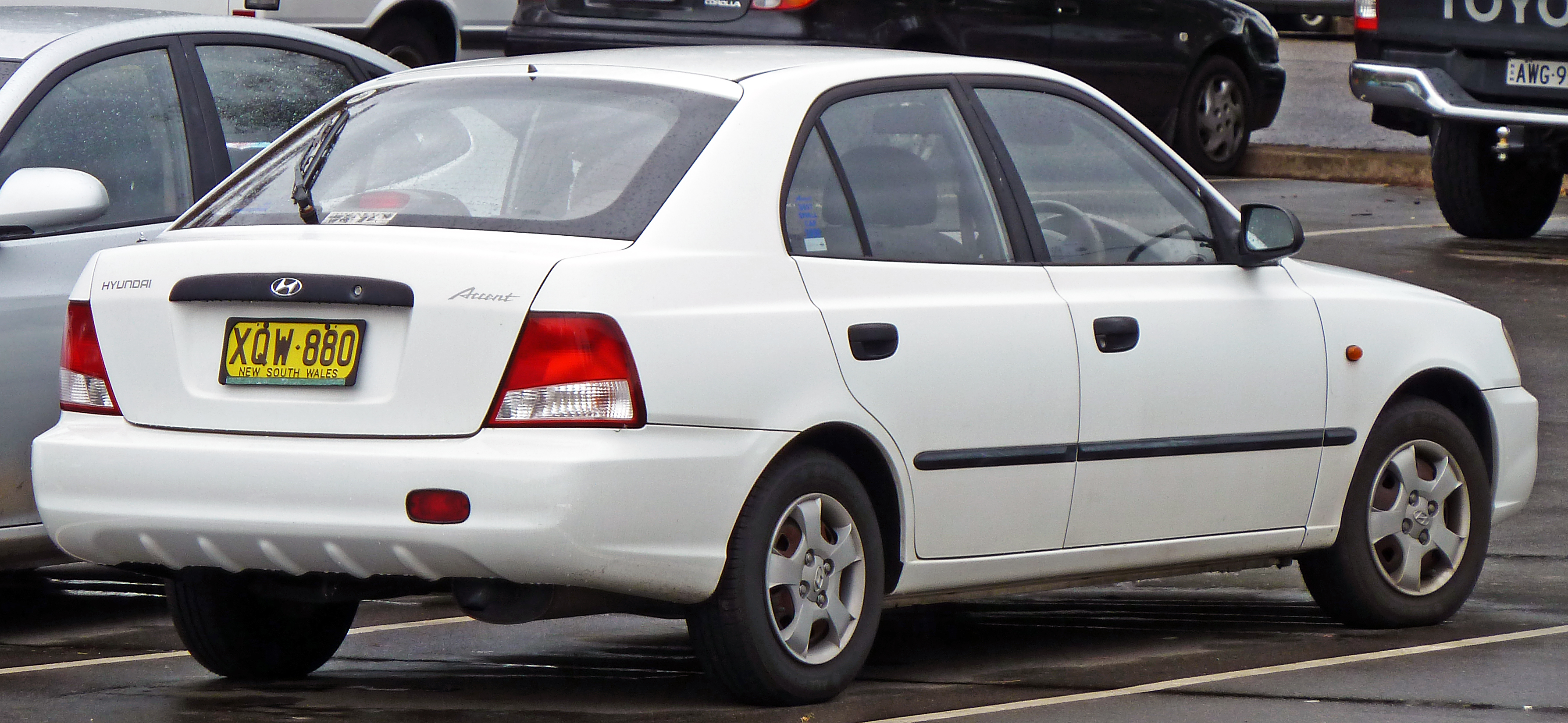
Hyundai Accent (pětidveřový liftback, před faceliftem)

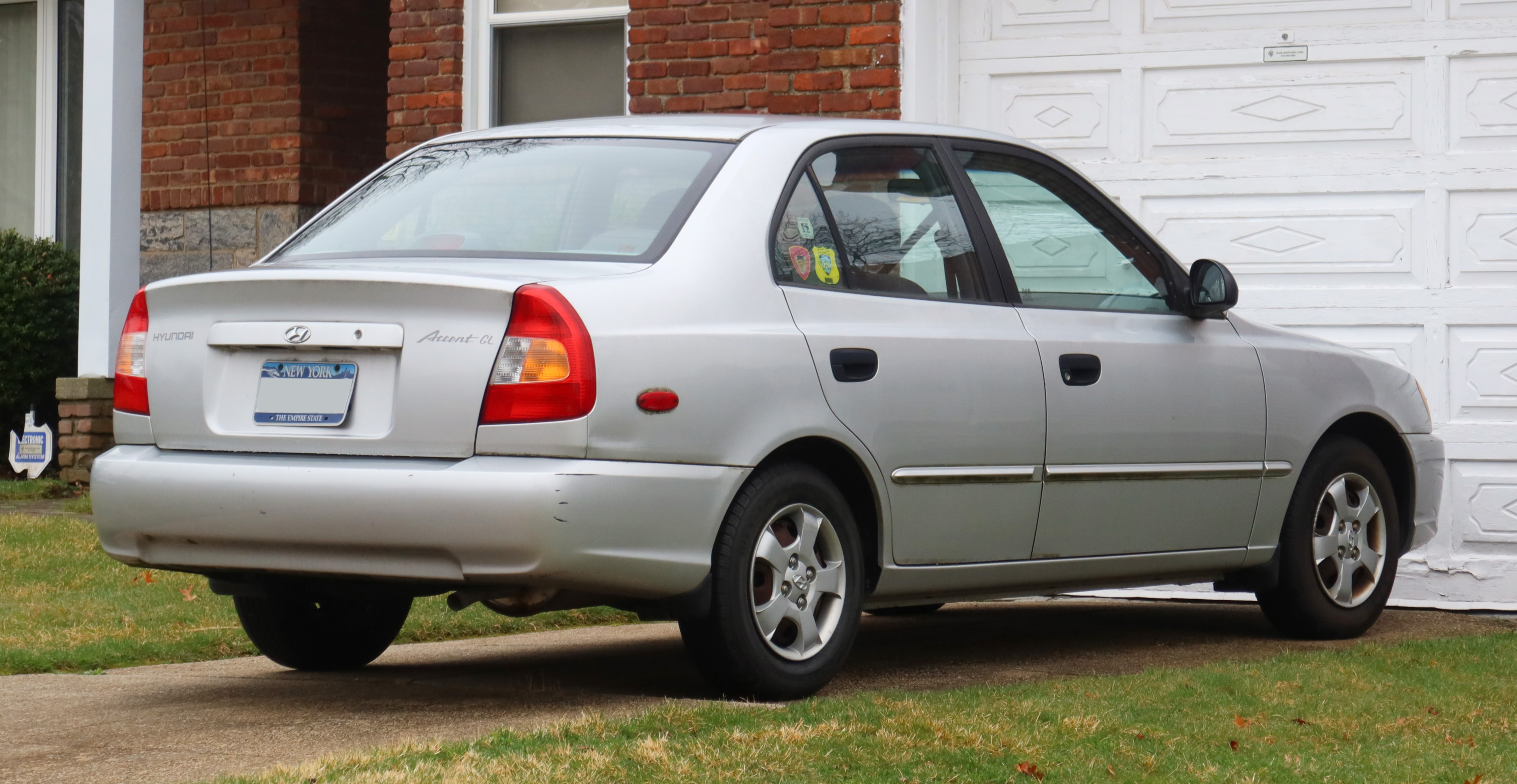
Hyundai Accent (čtyřdveřový sedan, před faceliftem)

Druhá generace Accentu z roku 1999 měla hranatější karoserii a větší rozměry. V Jižní Koreji byl Accent přejmenován na Hyundai Verna, název jenž zde pak vydržel ještě následující generaci. Karosářské varianty zůstaly stejné jako u první generace. Accent druhé generace dostal přepracované motory o objemu 1,3 a 1,5 litru, které se vyznačovaly různými vylepšeními snižujícími hlučnost a vibrace, což bylo častou kritikou u předchozí generace. 1,3litrový motor disponoval výkonem 55 kW, později zvýšeným na 63 kW, 1,5litrový motor měl 66 kW.  V roce 2001 nahradil 1,5litrový motor nový šestnáctiventilový motor 1,6 DOHC (ale na některých trzích byl 1,5litrový motor nadále k dispozici) o výkonu 77 kW. 1,5litrový motor se prodával ve verzi MVi, která měla sportovní doplňky exteriéru. Accent druhé generace také dostal vznětový třívalcový motor o obsahu 1,5 litru s turbem a přímým vstřikováním paliva, který nesl označení CRDi, o výkonu 60 kW, jenž se vyznačoval úsporností, ale byl kritizován za svou hlučnost a vibrace.
V Severní Americe byl Accent k dispozici ve výbavách GL, GLS a GT, nejprve s motorem 1,5 litru, od roku 2002 pak s motorem 1,6 litru. Výbava GT byla podobná verzi MVi prodávané v Evropě a Oceánii, ačkoli karoserie nebyla tak výrazně stylizovaná do stylu hot hatch. V Rusku se prodával do roku 2012 jako Hyundai Accent po boku třetí generace, která se prodávala jako Hyundai Verna.
Vůz ještě před faceliftem v roce 2003 prošel australským nárazovým testem ANCAP, jenž využíval stejné metody a hodnocení jako evropský Euro NCAP, jimž druhá generace nikdy neprošla. Vůz obdržel tři hvězdičky z pěti.

### Facelift
V roce 2003 prošel vůz faceliftem. Na většině evropských trzích a ve Spojených státech se přestal prodávat v roce 2005, ovšem například v Kanadě pokračoval prodej liftbacku ještě v roce 2006.

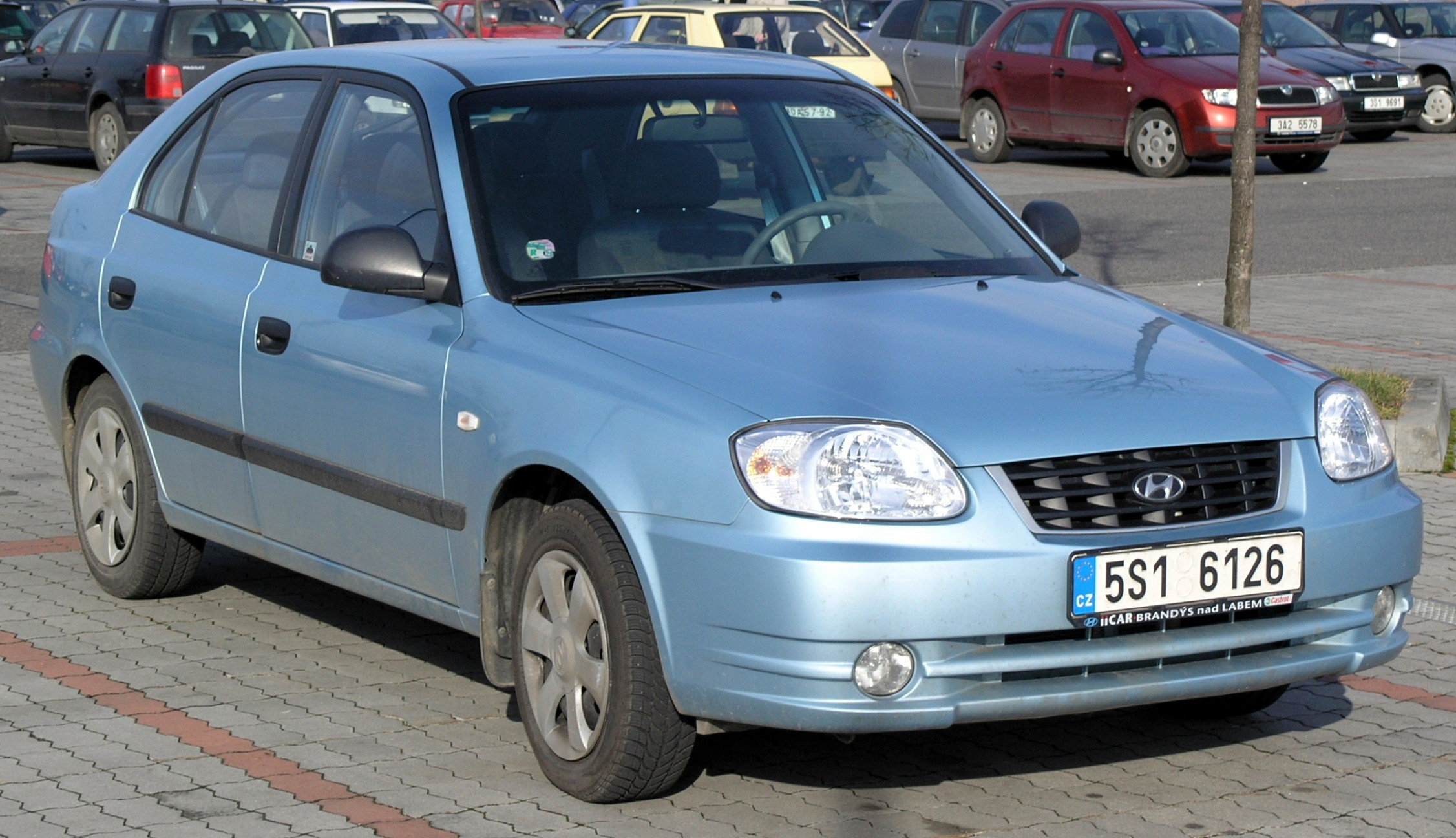
Hyundai Accent (sedan, facelift)
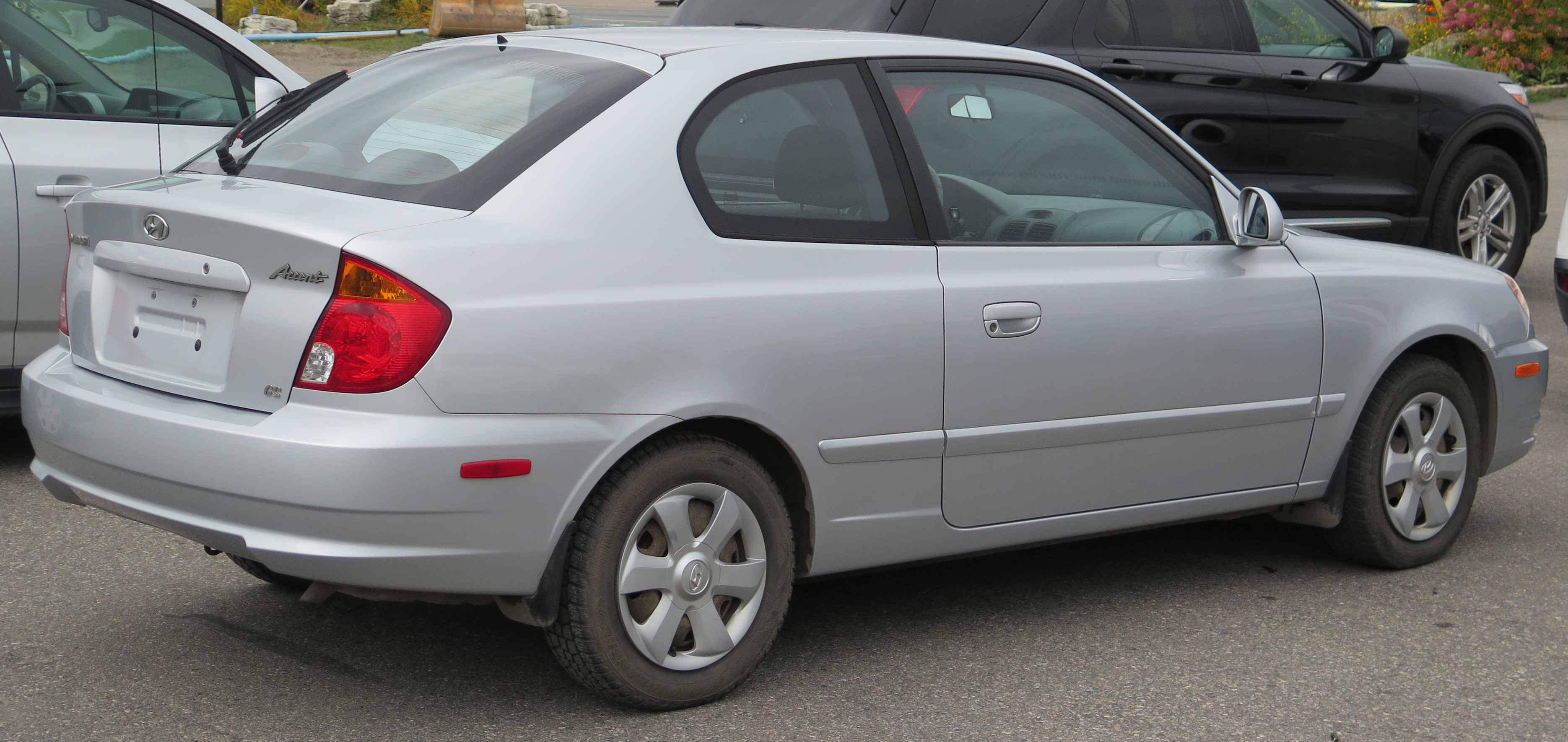
Hyundai Accent (třídveřový liftback, facelift)

### Accent WRC
Accent WRC se zúčastňoval světových rallye v letech 2000 až 2003. Vůz poprvé bodoval v Portugalsku. S automobilem závodili například jezdci Juha Kankkunen, Kenneth Eriksson, Armin Schwarz, Freddy Loix nebo Alister McRae. Vůz nezískal ani jedno vítězství a nikdy neskončil na stupních vítězů.

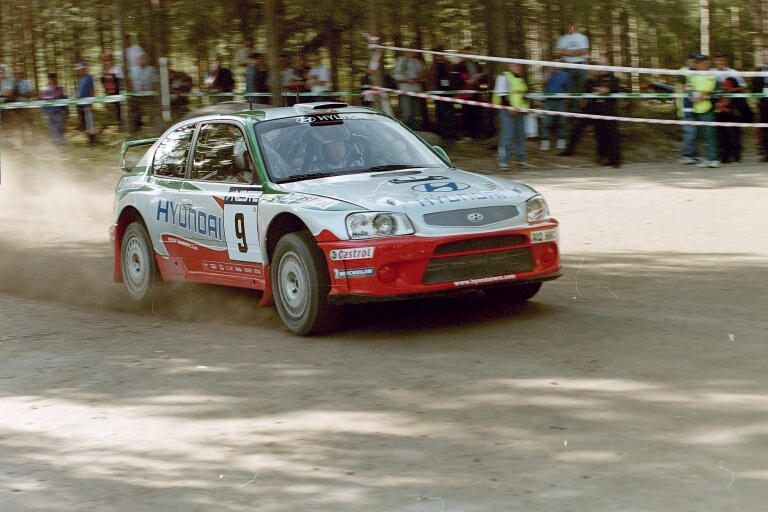
Accent WRC (2001)

V rallye vůz nahradil automobil Hyundai Coupé Kit Car. Jako všechny vozy WRC k pohonu sloužil motor o objemu 1998 cm3 dosahující výkonu 221 kW a točivého momentu 520 Nm. Rozvod byl DOHC a celý agregát byl přeplňován turbodmychadlem Garrett. Převodovka byla sekvenční Xtrac a spojka od AP Racing. První start se odehrál na švédské rallye v roce 2000. Po roce a půl byla představena verze EVO 2. První start se odehrál na Portugalské rallye v roce 2001. Automobil měl nové aerodynamické prvky, přepracované chlazení a vylepšení motoru a převodovky. Změny se dočkalo i zbarvení, když jako základ byla místo bílé použita stříbrná barva. U vozu se projevovala nespolehlivost. Na Korsické rallye v roce 2002 byla představena verze EVO 3. Vůz měl novou spojku, diferenciál a tlumiče. Tým však v té době začaly trápit finanční potíže a od týmu odešel hlavní sponzor Castrol. Kvůli velkým potížím tým nedokončil sezonu 2003. Největším úspěchem zůstává čtvrté místo poháru konstruktérů v sezoně Mistrovství světa v rallye 2002.

## Třetí generace (MC, 2005)
Třetí generace modelu Accent byla představena na mezinárodním autosalonu v New Yorku v roce 2005 s novým designem exteriéru, větším interiérem a motorem s proměnným časováním ventilů.

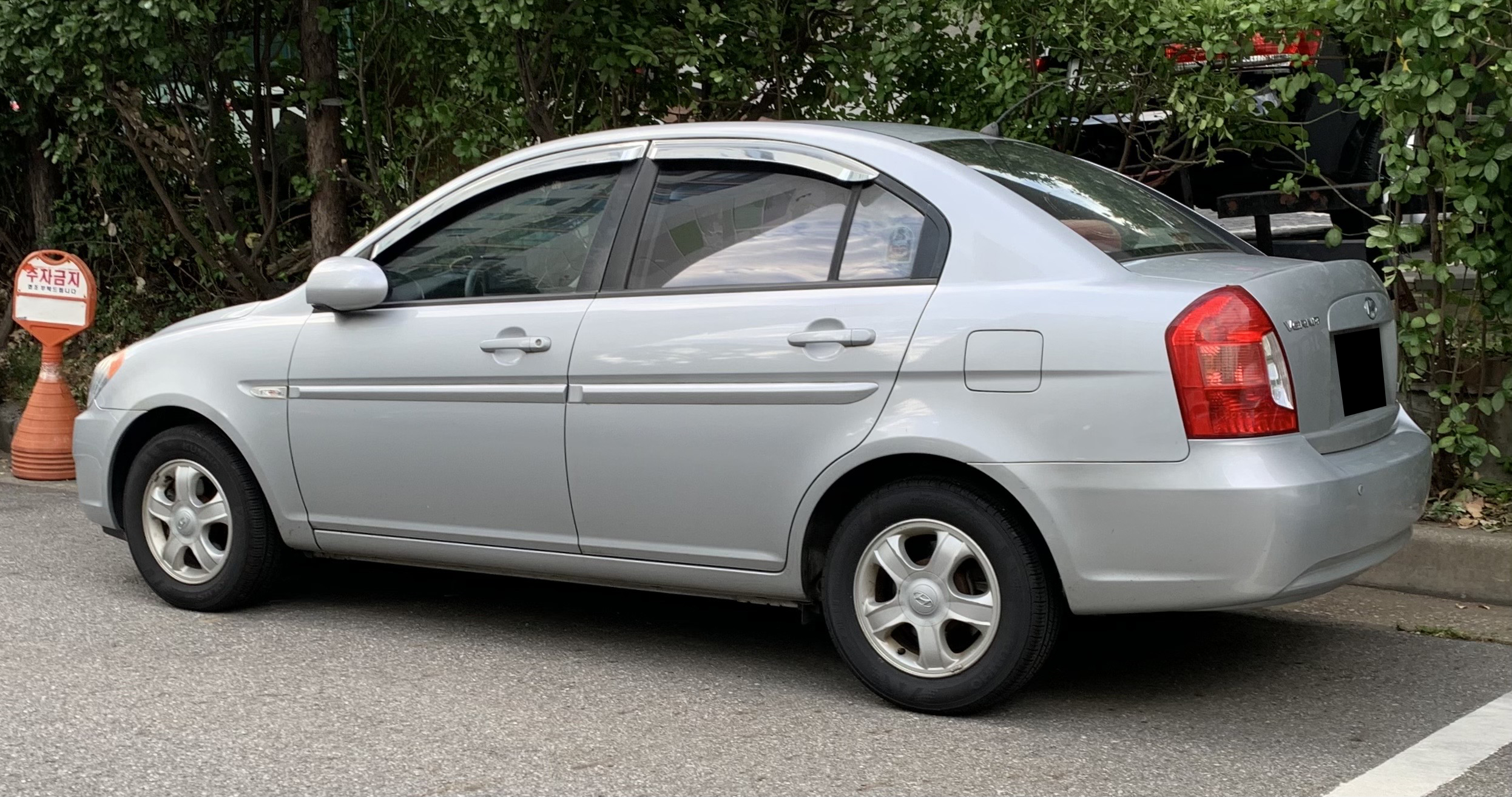
Hyundai Accent (sedan)

V Evropě byla třetí generace Accentu v motoristickém tisku, a dokonce i samotným Hyundaiem, silně propagována jako „provizorní“ model, který měl pouze zaplnit mezeru v nabídce Hyundai do uvedení zcela nového malého rodinného vozu v roce 2007. Nový vůz, Hyundai i30, nahradil Accent i větší Hyundai Elantra. Změna názvu pomohla distancovat nový model od lacinné pověsti Accentu a také měla zdůraznit, že nový vůz může skutečně konkurovat v sektoru malých rodinných hatchbacků - na což byl Accent poněkud příliš malý a Elantra příliš velká. V Evropě se Accent prodával pouze v karoserii sedan.

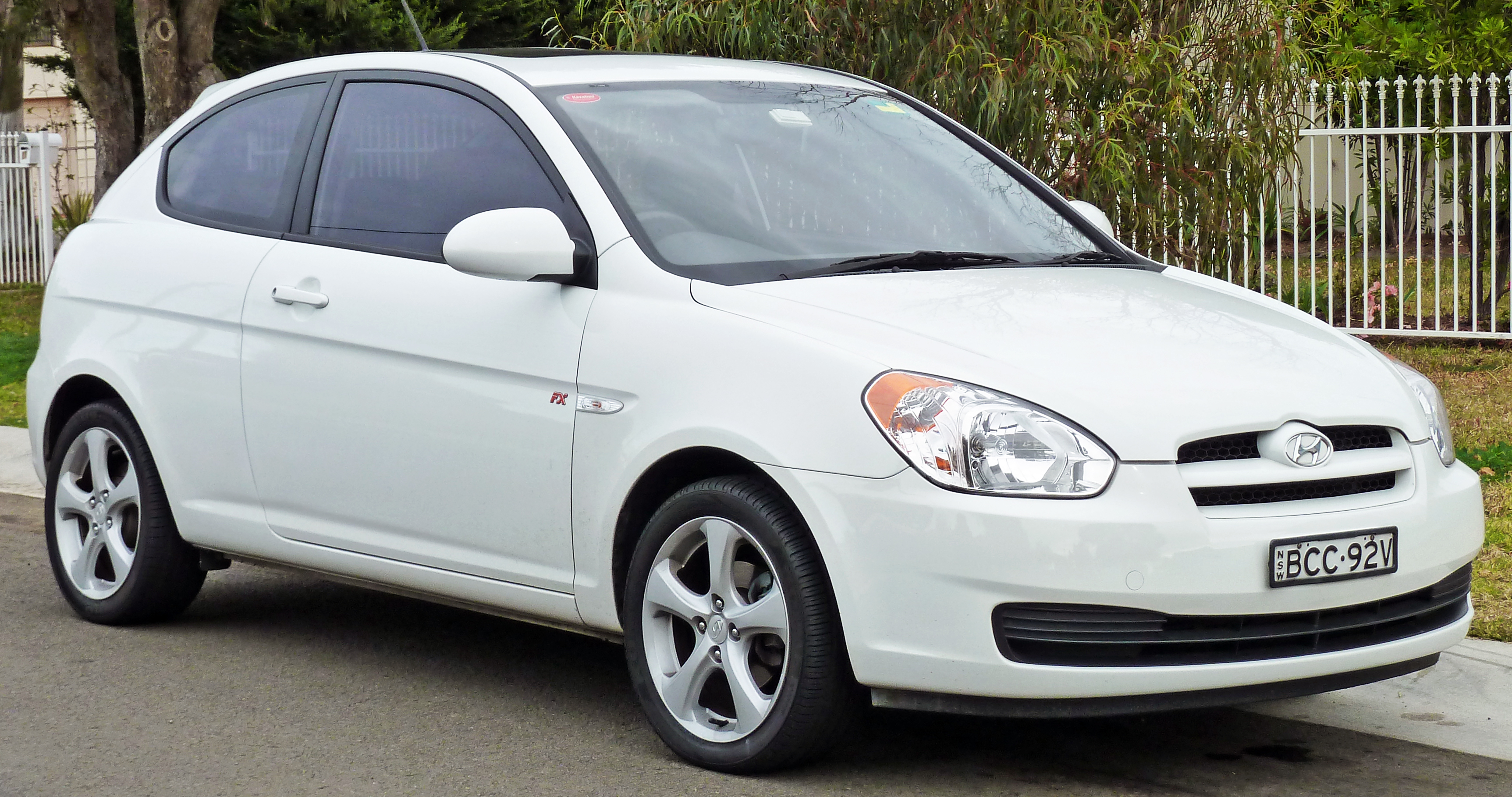
Hyundai Accent (hatchback)

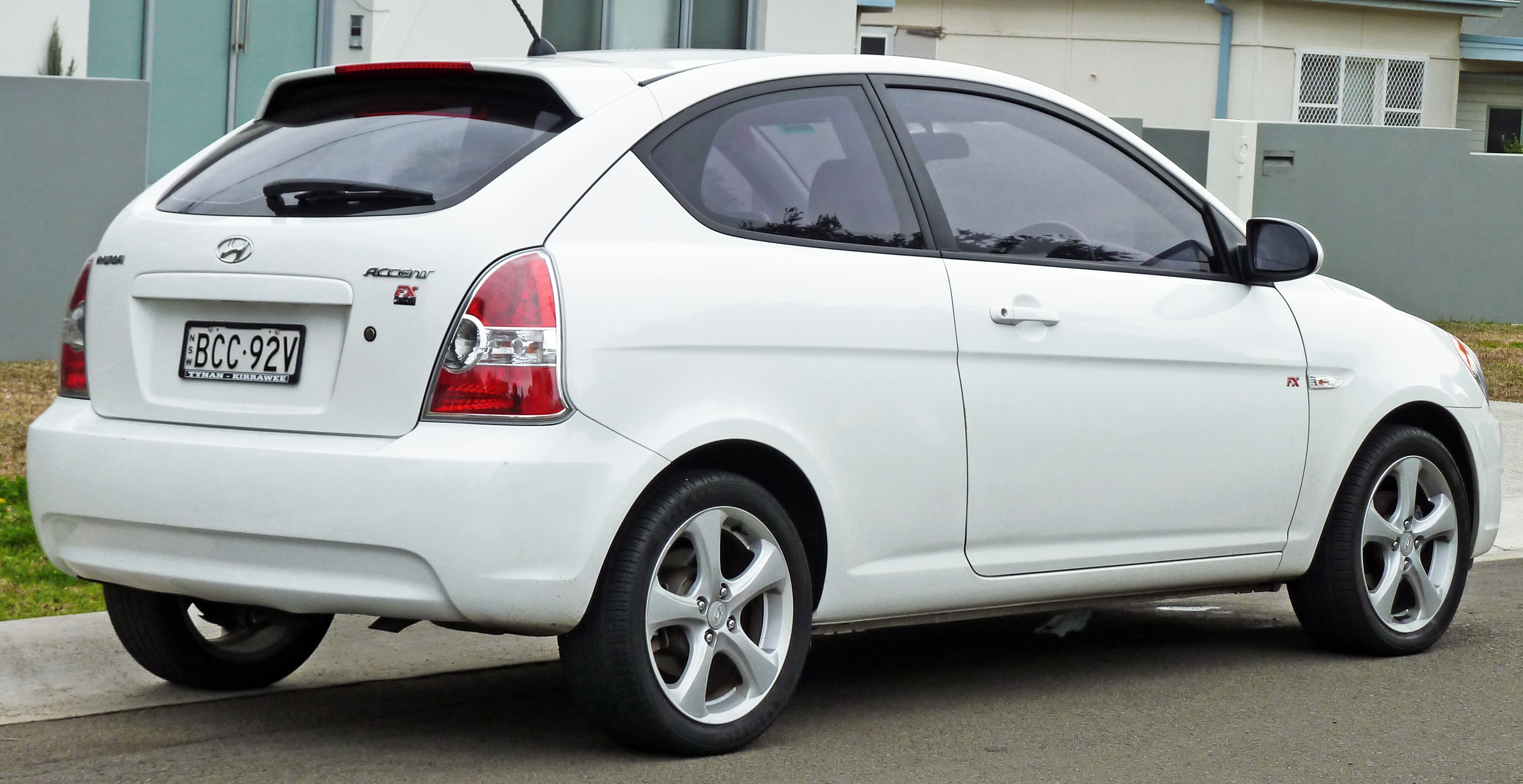
Hyundai Accent (hatchback)

Ve Spojených státech byla pro sedan k dispozici jediná úroveň výbavy GLS. Hyundai začal prodávat třídveřový hatchback ve Spojených státech na jaře 2006 jako vůz modelového roku 2007. Hatchback byl k dispozici ve dvou výbavových stupních - GS a SE. V roce 2010 časopis Forbes zařadil model Accent mezi deset nejhorších vozů z hlediska amortizace. Americká verze prošla v roce 2008 malou modernizací, kdy byla upravena přístrojová deska a přidány držáky na nápoje u zadních sedadel. V roce 2008 byla americká verze Accentu ve studii společnosti J.D. Power and Associates označen jako vůz s nejnižším počtem technických problémů na 100 vozidel mezi kompaktními vozy. Studie vychází z odpovědí více než 52 000 majitelů vozidel z roku 2005 a bylo měřeno více než 250 modelů různých značek. Výsledky studie vycházejí ze zkušeností a vnímání majitelů dotazovaných v lednu až dubnu 2008.

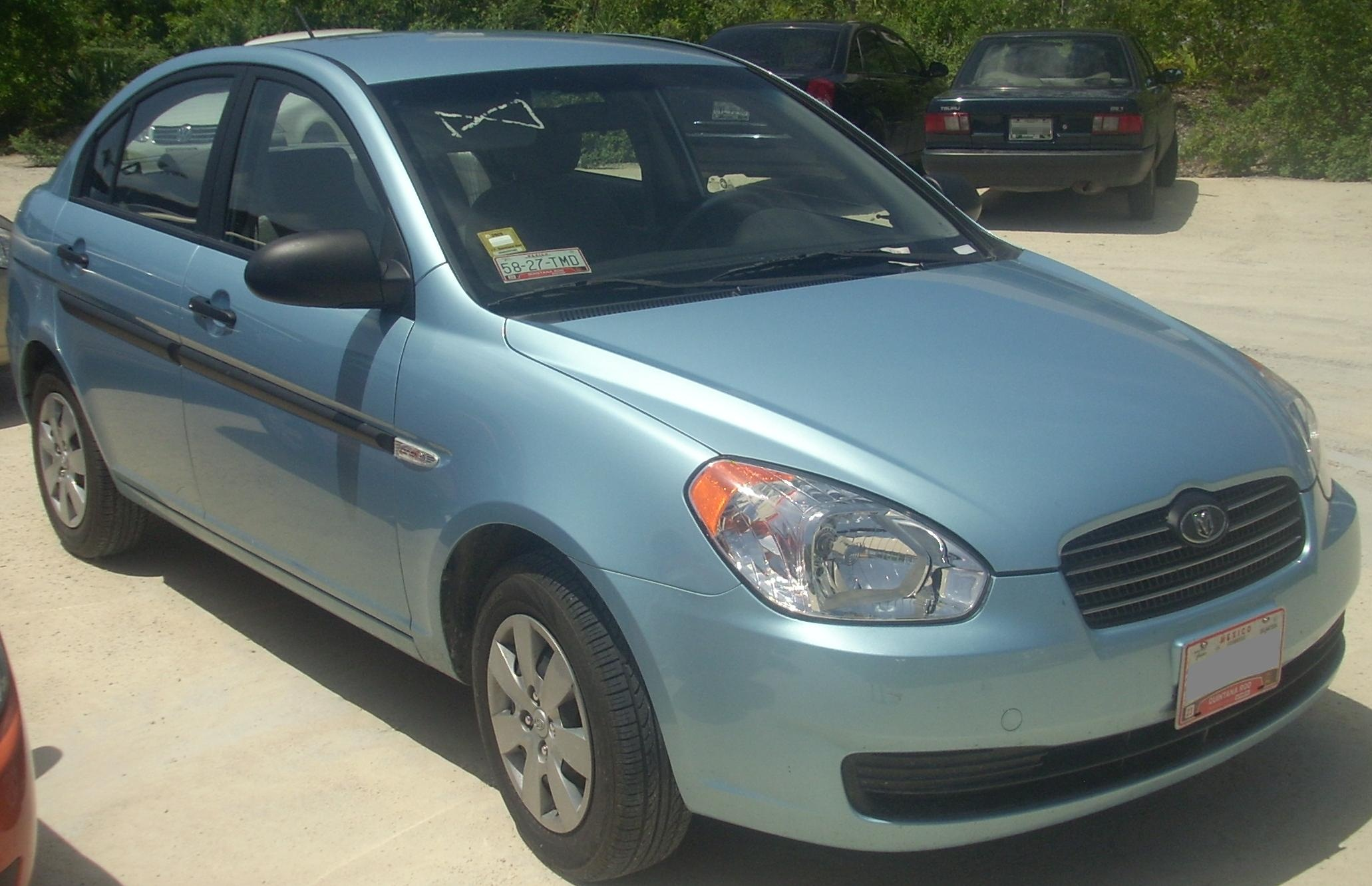
Dodge Attitude

V Mexiku se prodával jako Dodge Attitude. Hyundai neměl v Mexiku oficiální zastoupení, a tak byly vybrané modely Hyundai na základě dohody s mexickou divizí Chrysleru přeznačeny na Dodge. V Indii se prodával pod svým jihokorejským názvem Hyundai Verna. Předchozí generace zůstala ve výrobě jako levnější alternativa prodávaná pod názvem Hyundai Accent.
Stejně jako předchozí generace, třetí generace Accent nikdy neprošla nárazovým testem Euro NCAP. Prošla ovšem nárazovým testem australské ANCAP, jenž využívá stejnou metodiku, a získal tři hvězdičky z pěti.

## Čtvrtá generace (RB, 2010)
Čtvrtá generace modelu Accent pod svým domácím jihokorejským jménem Verna měla světovou premiéru na autosalonu v Pekingu v roce 2010. V Evropě se čtvrtá generace neprodávala, jelikož zde byla nahrazena modelem Hyundai i20.

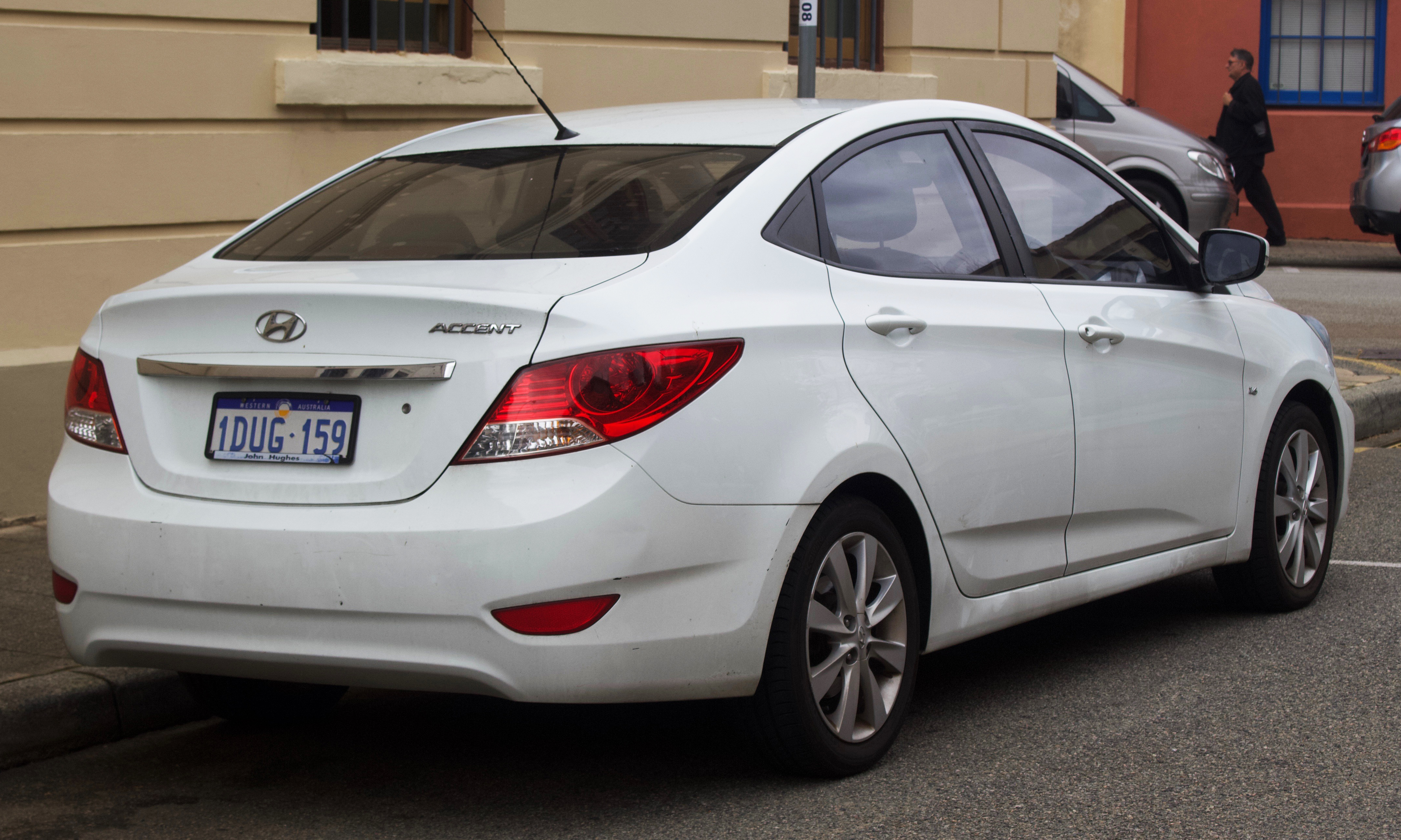
Hyundai Accent (sedan)

Hyundai uvedl korejskou verzi čtvrté generace Accent na trh v listopadu 2010. Model byl nabízen se stejným 1,6litrovým motorem a 6stupňovou automatickou nebo 6stupňovou manuální převodovkou jako Elantra páté generace. Vůz se vrátil k názvu „Accent“, který se zde používal u první generace. Karoserie hatchback, nazvaná „Accent WIT“, nahradila v Jižní Koreji model Getz/Click. Hatchback se přestal vyrábět v srpnu 2018, karoserie sedan na konci roku. Doprodával se až do uvedení nástupce Hyundai Venue v červenci 2019.

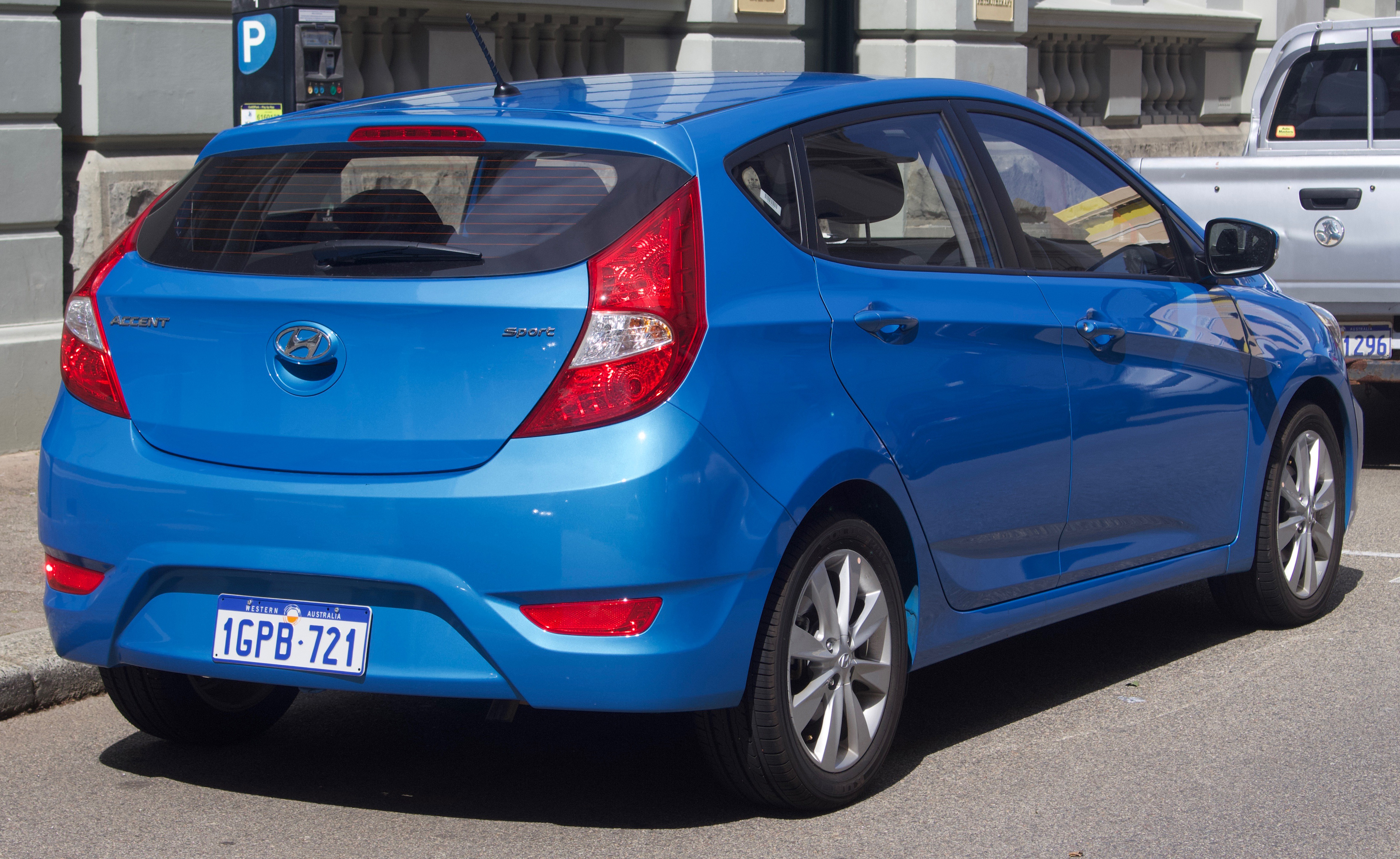
Hyundai Accent (hatchback, výbava Sport, 2018)

V lednu 2011 v Montréalu měl vůz svou premiéru v Severní Americe a společně se sedanem zde byla světově poprvé představena karoserie hatchback. Na tomto trhu měl Accent k dispozici jeden motor, a to 1,6litrový o výkonu 138 koní (103 kW).
Australský Accent byl uveden na trh v srpnu 2011 ve třech stupních výbavy: Active, Elite a Premium v karoserii sedan nebo hatchback. Všechny byly vybaveny motorem MPi o objemu 1,6 litru, který byl spojen s pětistupňovou manuální nebo čtyřstupňovou automatickou převodovkou. Do výbavy Active byl později přidán 1,6litrový vznětový motor, který však byl po krátké době vyřazen z nabídky. V roce 2013 byla přidána výbava SR, která nahradila výbavy Elite a Premium a přinesla do nabídky motor o obsahu 1,6 litru GDi. Výbava Active přešla na motor 1,4 litru. V rámci modernizace v roce 2017 Hyundai zjednodušil nabídku modelu Accent na jediný stupeň výbavy s názvem Sport. Výbava Sport kombinovala motor předchozí výbavy SR o objemu 1,6 litru, materiály v interiéru výbavy Premium a měla novou mřížku chladiče, tempomat, volitelnou šestistupňovou automatickou převodovku a 16" kola z lehkých slitin, přičemž se držela blízko základní ceny bývalé základní výbavy Active. Na konci roku 2019 byl prodej modelu Accent v Austrálii zastaven, což znamenalo konec dvacetiletého působení tohoto populárního modelu na tomto trhu. Prodeje tou dobou téměř desetileté generace dosáhly v posledním roce 2019 na 9 963 vozů.

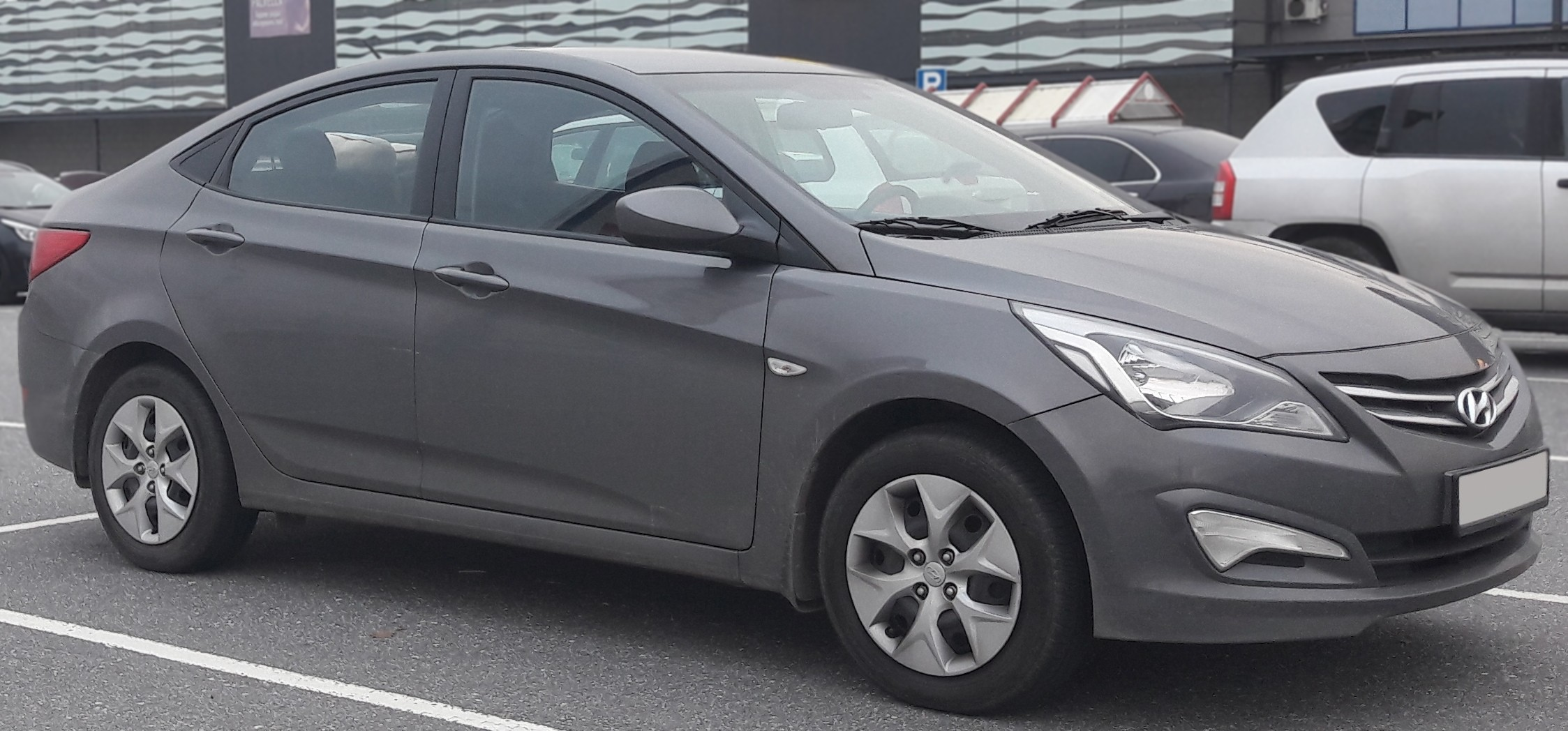
Hyundai Solaris (Rusko, facelift)

V září 2010 představil Hyundai novou montážní linku v Rusku a zároveň s ní Hyundai Solaris, místní verzi čtyřdveřového sedanu Accent čtvrté generace. Výroba byla zahájena v lednu 2011. Pro ruský trh zůstalo označení Accent vyhrazeno pro stále vyráběnou druhou generaci Accentu, která se v té době vyráběla v Taganrogu v závodě TagAZ. Solaris byl k dispozici se zážehovými motory Gamma o objemu 1,4 litru (107 koní) a 1,6 litru (123 koní), se šestistupňovou manuální nebo čtyřstupňovou automatickou převodovkou. V roce 2014 prošel Solaris faceliftem. Vůz dostal novou přední masku a novou 6stupňovou automatickou a 6stupňovou manuální převodovku pro verzi s motorem 1,6 litru.

V Číně Hyundai vůz prodával pod názvem Hyundai Verna mírně odlišnou verzi určenou výhradně pro zdejší trh.

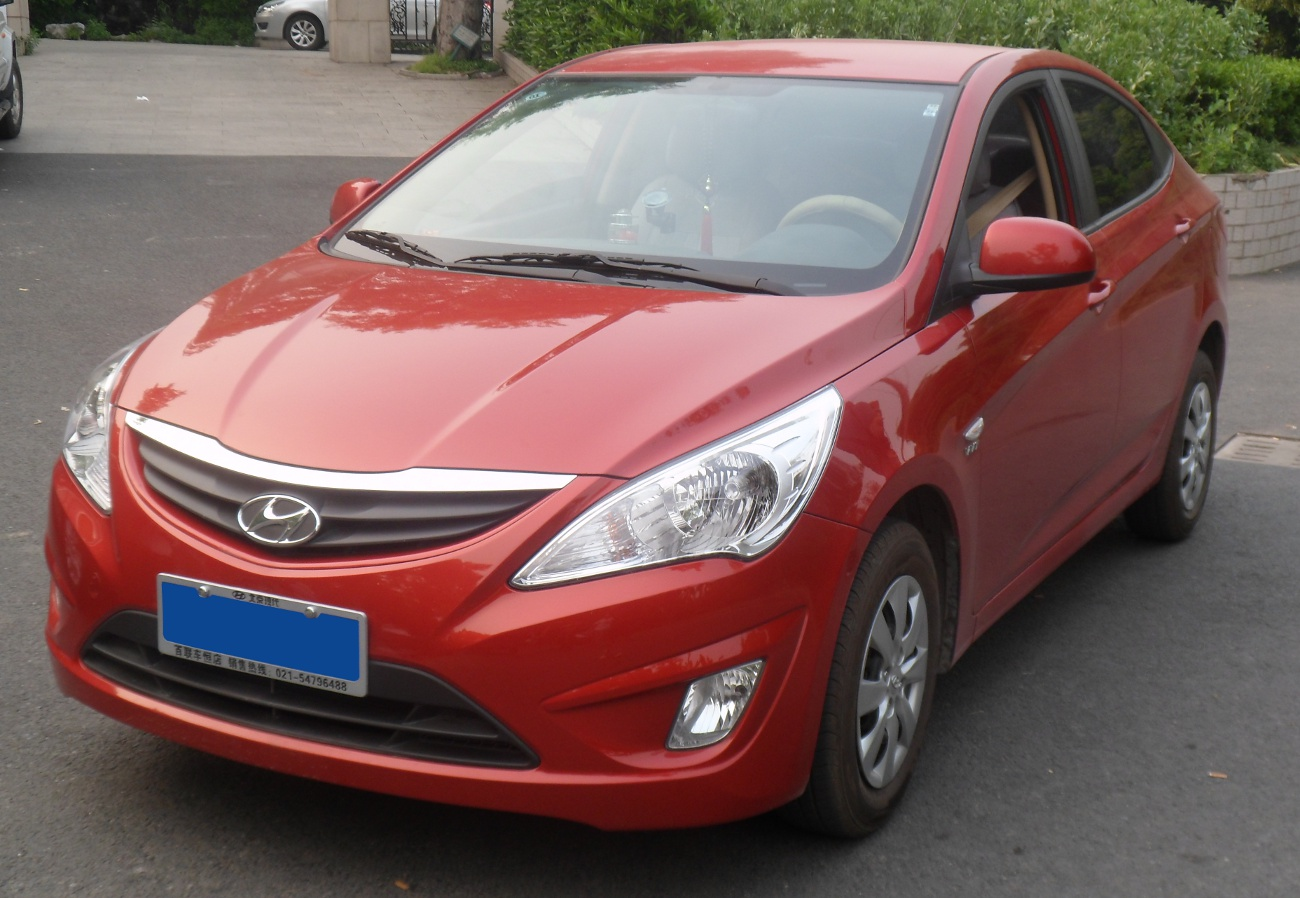
Hyundai Verna (Čína, sedan, před faceliftem)
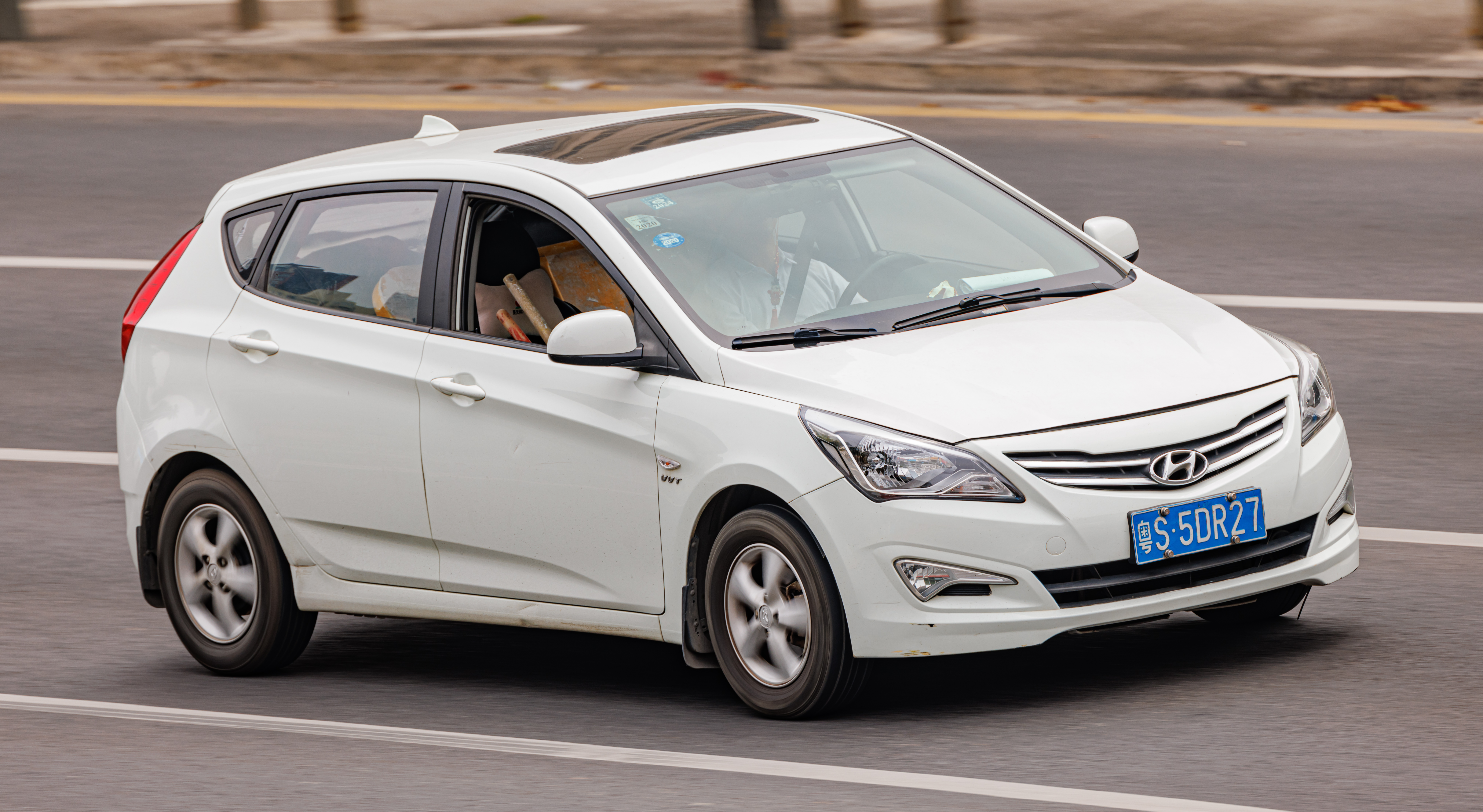
Hyundai Verna (Čína, hatchback, facelift)

## Pátá generace (HC, 2017)
Pátá generace modelu Accent byla v Číně představena koncem roku 2016 pod názvem Verna. Výroba byla zahájena ve stejném roce a prodej byl zahájen v únoru 2017. V Rusku, kde je vůz známý pod názvem Solaris, a na některých dalších trzích SNS se vůz prodává od března 2017. V Indii byl vůz uveden na trh v srpnu 2017 jako Verna. Ve Spojených státech se začal prodávat v prosinci 2017. Stejně jako u čtvrté generace modelu jsou k dispozici karosářské verze sedan a hatchback, přičemž druhá jmenovaná je k dispozici pouze v Kanadě, Mexiku a Číně, z důvodu slabých prodejů hatchbacku předchozí generace ve Spojených státech.

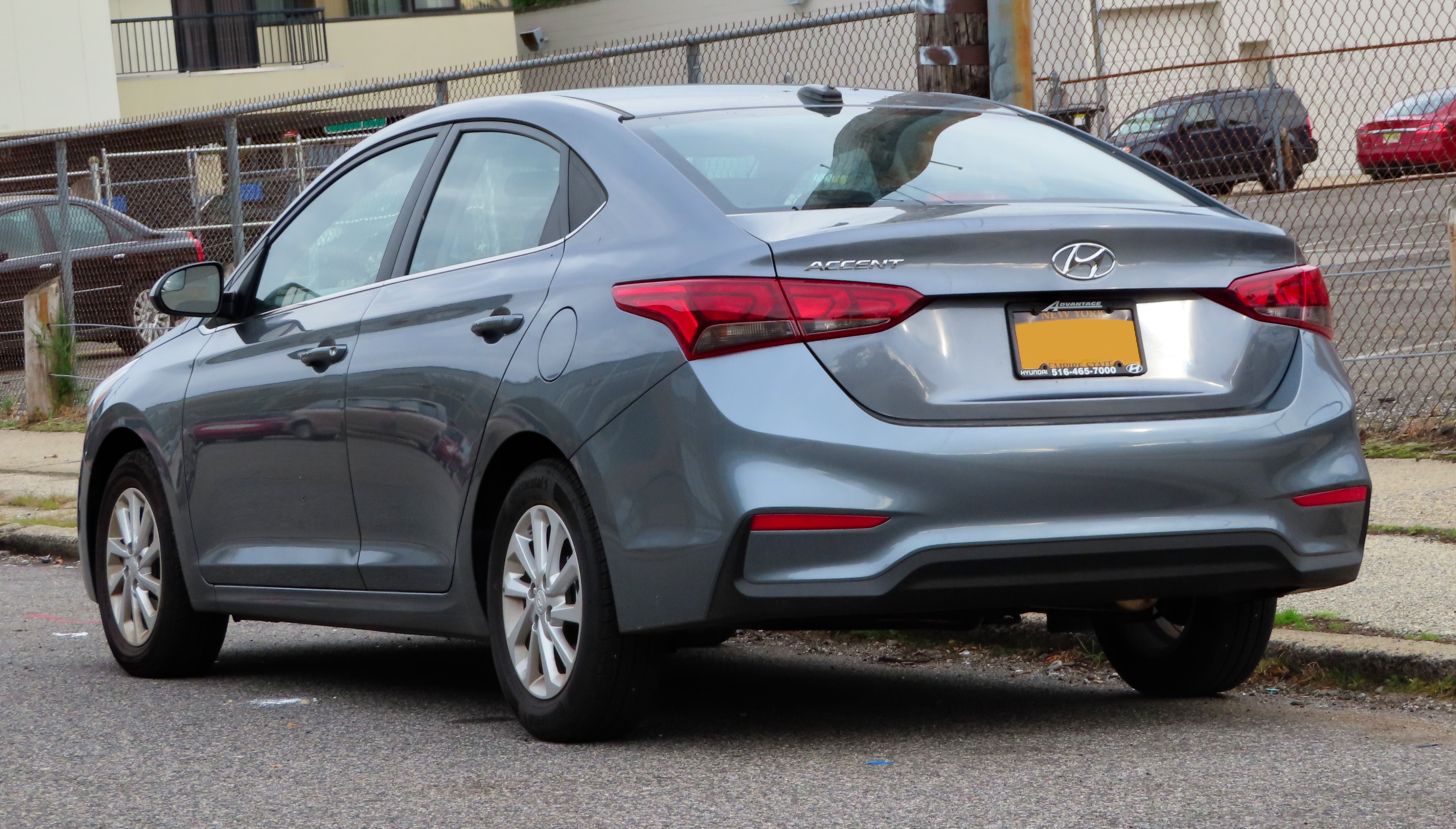
Hyundai Accent (sedan)

Na rozdíl od předchozích generací se Accent páté generace neprodává v domácí Jižní Koreji kvůli klesající poptávce; místo něj se v roce 2019 začal prodávat crossover Hyundai Venue. Bez dodávek z Jižní Koreje byl Accent vyřazen také v Austrálii, kde svou roli taktéž přenechal modelu Venue.

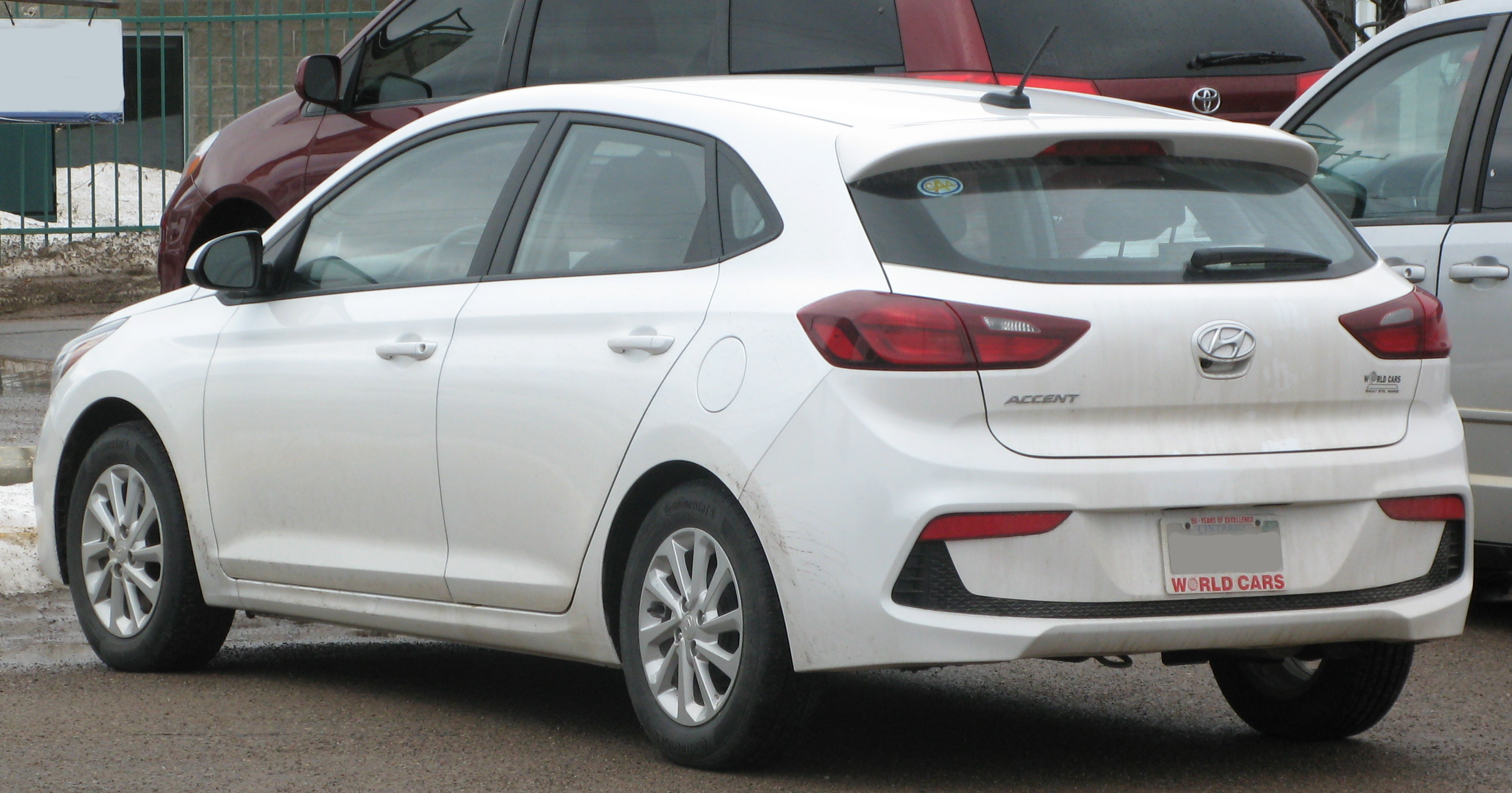
Hyundai Accent (hatchback)

Všechny modely Accentu prodávané ve Spojených státech a Kanadě jsou poháněny stejným 1,6litrovým zážehovým čtyřválcem GDi jako jeho předchůdce, i když výkon se snížil na 130 koní (97 kW) z předchozích 138 koní (103 kW). Základní výbava SE je vybavena šestistupňovou manuální převodovkou, s šestistupňovou automatickou převodovkou na přání. U výbav SEL a Limited je šestistupňová automatická převodovka standardem. Mezi prvky výbavy, které jsou u modelu Accent k dispozici poprvé, patří systém varování před čelní srážkou, dotykový infotainment systém s volitelnými službami Apple CarPlay, Android Auto a Hyundai Blue Link, bezdotykový klíč se startovacím tlačítkem, sedmnáctipalcová kola z hliníkové slitiny či vyhřívaná přední sedadla. Výkon pro modelový rok 2020 byl snížen na 120 koní (89 kW), protože motor byl nahrazen novým motorem Smartstream 1,6 litru DPi.
Prodej modelu Accent byl v Kanadě ukončen na konci roku 2020 a nepřímo jej nahradily crossovery Kona a Venue, poté co již v roce 2019 došlo k zastavení prodeje karoserie sedan. Sedan Accent zůstal k dispozici ve Spojených státech, zatímco v Mexiku byly sedan i hatchback k dispozici až do ukončení výroby. Pro rok 2022 byla ve Spojených státech ukončena nabídka šestistupňové manuální převodovky, která byla nabízena pouze v základní výbavě SE. V červnu 2022 Hyundai oznámil, že výroba modelu Accent bude pro modelový rok 2023 ukončena a jeho postavení základního modelu Hyundai bude nahrazeno modelem Venue, zatímco na mexický trh bude místo něj uveden model HB20.

V Číně měla pátá generace, stejně jako ta předchozí, svou vlastní pozměněnou variantu pod názvem Verna, exkluzivní pouze pro zdejší trh.

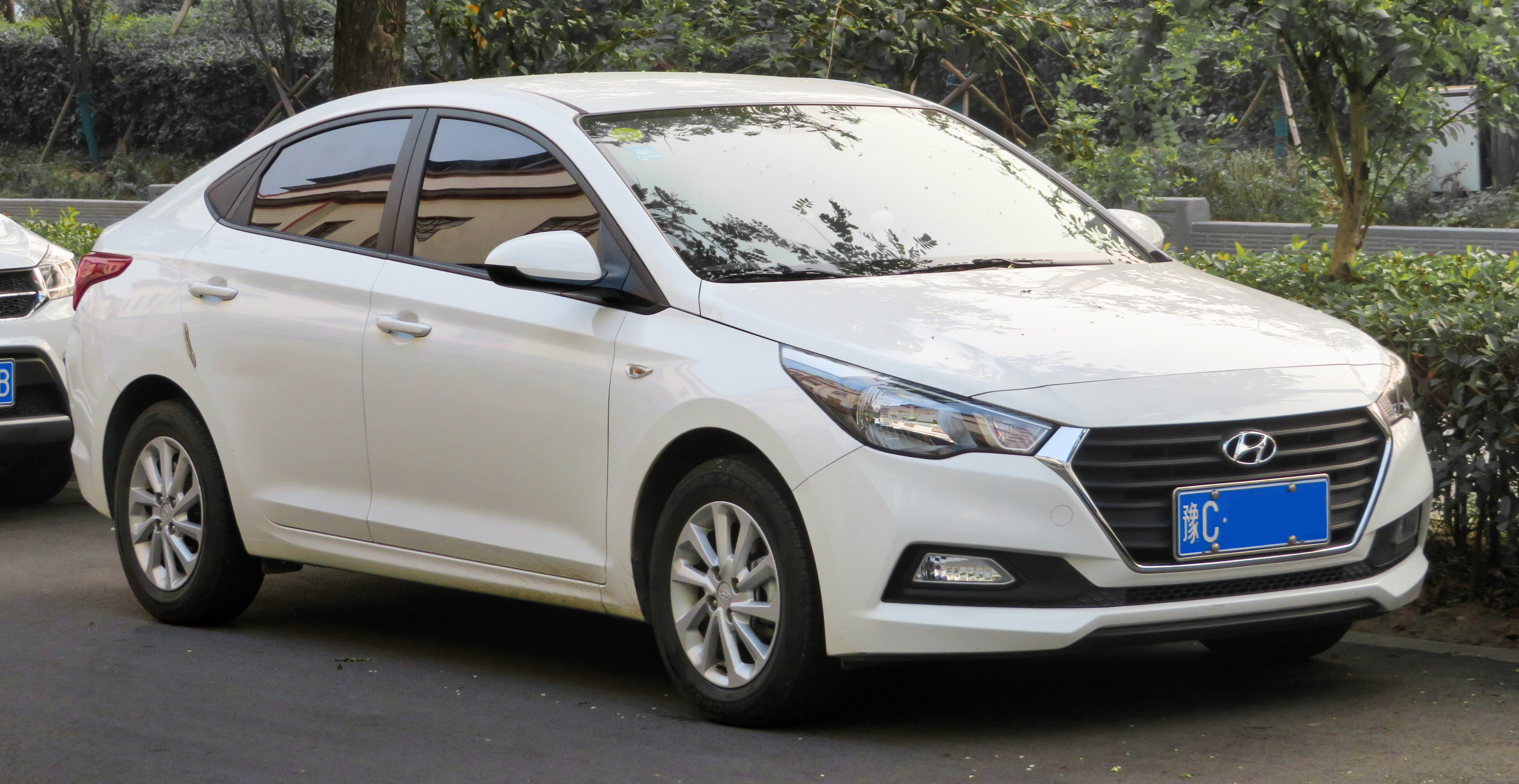
Hyundai Verna (Čína)
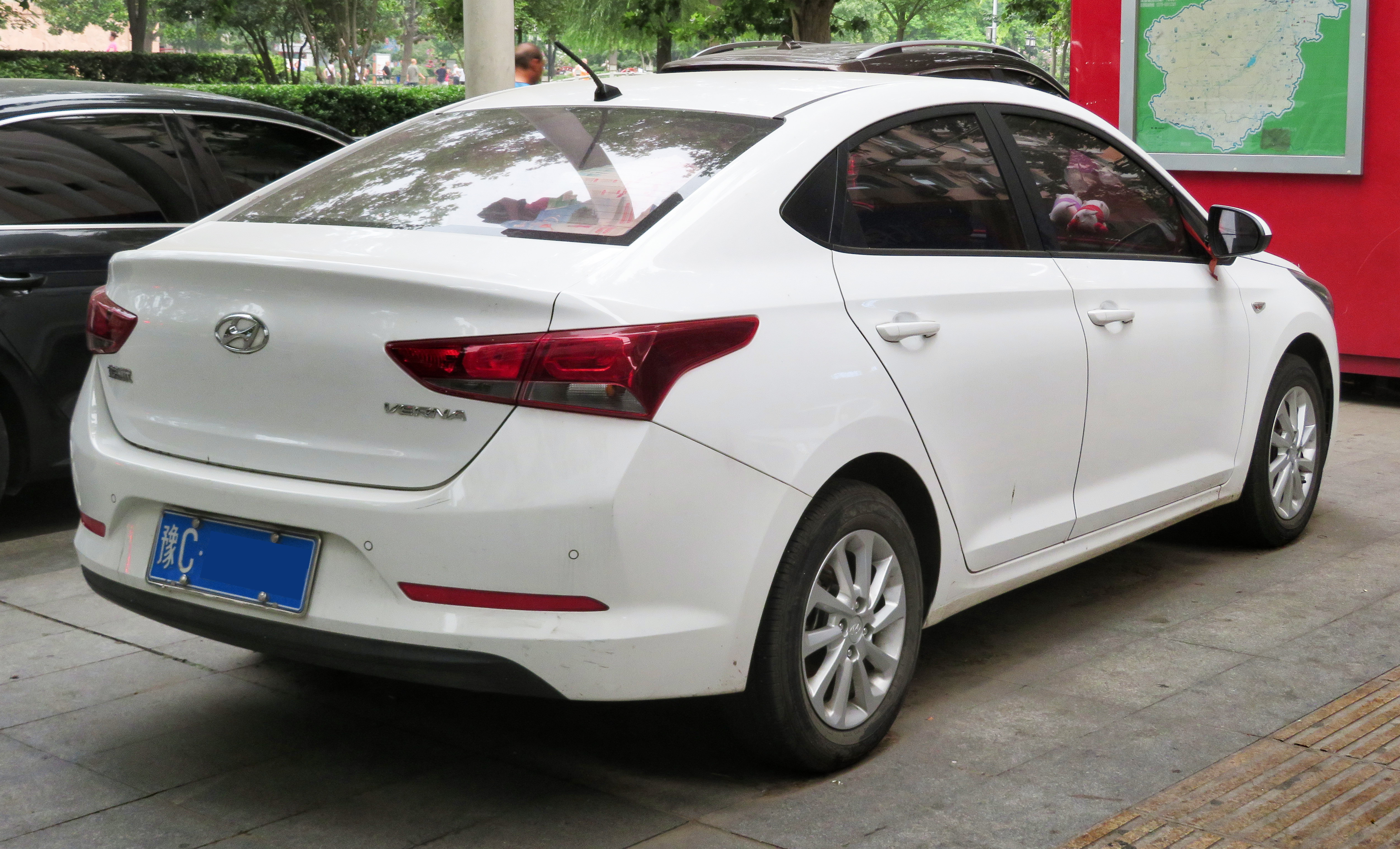
Hyundai Verna (Čína)